# マンダリン航空

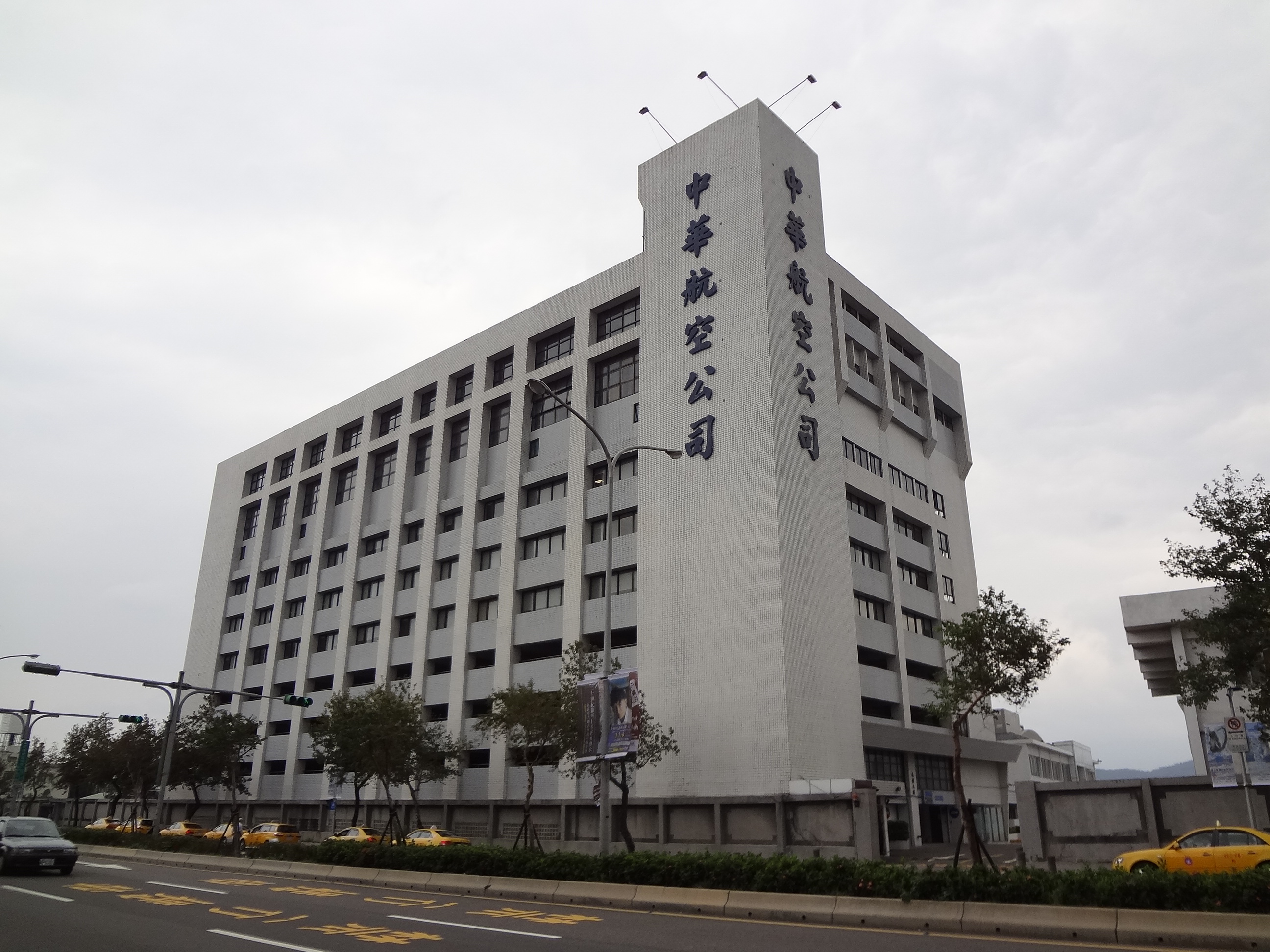
中華航空民權大樓, マンダリン航空本社

マンダリン航空（マンダリンこうくう、中国語: 華信航空　英語: Mandarin Airlines ）は、台湾を本拠地にしている航空会社。チャイナエアラインの子会社である。

## 歴史
1991年6月1日に設立。設立当初は和信グループとの合弁（1992年に資本を引き上げ）で、オーストラリア（シドニーやブリスベン）・カナダ（バンクーバー）・EU域内（フランクフルト）など、台湾と対立する中国政府の圧力でチャイナエアラインが就航できなかった地域への航空便の確保を担った。現在でもチャイナエアラインがマンダリン航空塗装で世界各地に運航している。
中国語表記の「華信航空」は中華航空と和信から1字ずつ取ったものである。東京国際空港にチャイナエアラインが発着していた頃、同社の運用便であるがマンダリン塗装の機材で飛来したことが有る。この時期はチャイナエアラインのリース機を主に使用していたが、保有していた中でボーイング747-400は自社発注している。(機体番号:B-16801、現在はチャイナエアラインに移管。レジもB-18251に転籍)
1999年8月22日に香港国際空港で起こったチャイナエアライン642便（バンコク発香港経由台北行き）の事故機となったマクドネル・ダグラス MD-11型機は運用便は中華航空だが、塗装はマンダリン航空であった。
その後、台湾における航空会社の再編のなかでチャイナエアラインの完全子会社となり、1999年8月8日に国華航空を合併、現在では国内線や近距離国際線を中心に運航している。
2011年9月28日に、航空連合「スカイチーム」に加盟。
2020年以降、離島路線の需要が急拡大したことから、一部の便は同じチャイナエアライングループのタイガーエア台湾より、エアバスA320をウェット・リースして運航している。

## 就航路線

### 国際線
| 便名        | 路線      | 路線       | 機材 （すべてチャイナエアライン機材）                    | 備考                         |
| ----------- | --------- | ---------- | -------------------------------------------------------- | ---------------------------- |
| AE1857/1858 | 台中      | ホーチミン | ボーイング737-800                                        | チャイナエアラインに運航委託 |
| AE217/218   | 台北/松山 | 武漢       | ボーイング737-800                                        | チャイナエアラインに運航委託 |
| AE211/212   | 台北/松山 | 福州       | ボーイング737-800                                        | チャイナエアラインに運航委託 |
| AE991/992   | 台北/桃園 | 厦門       | - ボーイング737-800 - エアバスA321neo - エアバスA330-300 | チャイナエアラインに運航委託 |
| AE967/968   | 高雄      | 厦門       | - ボーイング737-800 - エアバスA321neo                    | チャイナエアラインに運航委託 |

### 国内線
- 台北/松山 - 台東、金門、澎湖、馬祖南竿
- 台中 - 金門、澎湖、花蓮
- 高雄 - 花蓮、澎湖、金門

## 保有機材
| 機種  | 保有数 | 座席数 |
| ----- | ------ | ------ |
| ATR72 | 12     | 70     |

高需要路線や繁忙期は、チャイナエアラインのボーイング737-800、タイガーエア台湾のエアバスA320で運航される。

### 過去の機材
- ボーイング747-SP型機
- マクドネル・ダグラスMD-11型機
- ボーイング747-400型機 （マンダリン航空唯一の自社発注機。チャイナエアラインに転籍し、同社にて運航中。）
- エアバスA340-300型機 : 1機 （中華航空の所有する機体だが、マンダリン航空の塗装をしていた。）
- ボーイング737-800型機
- フォッカー 50型機
- フォッカー 100型機 : 3機
- ドルニエ　228型機
- エンブラエル 190型機

- ボーイング747SP
- マクドネル・ダグラス MD-11
- フォッカー50
- フォッカー100

- エンブラエル190